# Боронкино
Боронкино — деревня в Старицком районе Тверской области, входит в состав сельского поселения «Луковниково». 

## География
Деревня располагается в 28 км на северо-запад от центра поселения села Луковниково и в 69 км на северо-запад от города Старицы.

## История
В 1854 году на погосте Боронкино была построена каменная Воскресенская церковь с 3 престолами, метрические книги с 1795 года.
В конце XIX — начале XX века погост Боронкино входил в состав Киселевской волости Старицкого уезда Тверской губернии.  
С 1929 года деревня являлась центром Боронкинского сельсовета Луковниковского района Ржевского округа Западной области, с 1935 года — в составе Калининской области, с 1960 года — в составе Старицкого района, с 1994 года — в составе Орешкинского сельского округа, с 2005 года — в составе Орешкинского сельского поселения, с 2012 года — в составе сельского поселения «Луковниково».

## Население
| 1859 | 2002 | 2008 | 2010 |
| ---- | ---- | ---- | ---- |
| 28   | ↘9   | ↘8   | ↘1   |

## Достопримечательности
Близ деревни расположена недействующая Церковь Воскресения Христова (1854).